# کریکپاتریک ۹۹۰۲
سیارک ۹۹۰۲ (به انگلیسی: 9902 Kirkpatrick، نامگذاری:1997NY) نه هزار و نهصد و دومین سیارک کشف شده‌است که در ۳ ژوئیه ۱۹۹۷ کشف شد.
قدر مطلق سیارک برابر ۱۴٫۷۰ است.